# Давор Јозић
Давор Јозић (Коњиц, 22. септембар 1960) бивши је југословенски фудбалер.

## Каријера

### Клуб
Рођен је 22. септембра 1960. године у Коњицу. Фудбалску каријеру је почео у родном Коњицу, а пуну афирмацију стекао у дресу Сарајева. Играо је на месту одбрамбеног играча, а дрес тима са Кошева је носио од 1979. до 1987. године. Освојио је са клубом Првенство Југославије у сезони 1984/85. Укупно је наступио на 169 прволигашких мечева за Сарајево и постигао 15 голова. Као интернационалац у Италији, наступао је за Чезену (1987/93) одигравши 170 првенствених мечева у Калчу. Једну сезону (1993/94) играо и за мексичку екипу Клуб Америка. Играчку каријеру је завршио у сезони 1995/96. у италијанској екипи Специја.
У Италији је стекао тренерску диплому и радио је са млађим категоријама Чезене. Био је једно време помоћник Фабрицију Касторију у првом тиму Чезене.

### Репрезентација
За младу и олимпијску репрезентацију одиграо је 24 меча. Био је учесник на Олимпијским играма 1988. у Сеулу.
У дресу А репрезентације Југославије одиграо је 27 мечева и постигао два гола (оба на Светском првенству 1990. у Италији). Дебитовао је 12. септембра 1984. против Шкотске (1:6) у Глазгову. Последњи меч за национални тим је одиграо 1. маја 1991. против Данске (1:2) у Београду, у квалификацијама за Европско првенство 1992. у Шведској.

#### Голови за репрезентацију
Голови Јозића у дресу са државним грбом.
| #  | Датум         | Место           | Противник       | Гол | Резултат | Такмичење               |
| -- | ------------- | --------------- | --------------- | --- | -------- | ----------------------- |
| 1. | 10. јун 1990. | Милано, Италија | Западна Немачка | 1:2 | 1:4      | Светско првенство 1990. |
| 2. | 14. јун 1990. | Болоња, Италија | Колумбија       | 1:0 | 1:0      | Светско првенство 1990. |

## Успеси
- Сарајево
  - Првенство Југославије: 1984/85.